# 人間開発報告書
人間開発報告書（にんげんかいはつほうこくしょ、英語：Human Development Report, HDR）は国際連合開発計画が1990年から毎年発行している報告書。10数カ国語に翻訳され、120カ国以上の国々で発行されている。この中で人間開発指数、ジェンダー開発指数、ジェンダー・エンパワーメント指数、人間貧困指数などが発表される。また、毎年テーマが決められておりそれについての提言も行っている。

## 人間開発報告書
英語版はウェブサイトにて無料で閲覧することが出来る。日本語翻訳版もあり、国連開発計画駐日代表事務所のサイトにて無料で閲覧することが出来るが、1990年から1993年までは日本語訳されておらず、2015年以降は概要のみの翻訳となっており、2021年11月時点で2021-2022年版は、日本語訳されてない。
また、1994～2015年版の日本語報告書は、出版されている。
- 人間開発報告書 1990 人間開発指数
- 人間開発報告書 1991 人間の自由度指数
- 人間開発報告書 1992 世界的な経済・所得格差
- 人間開発報告書 1993 雇用と成長・参加型開発
- 人間開発報告書 1994 人間の安全保障　ISBN 978-4906352081
- 人間開発報告書 1995 ジェンダーと人間開発 ISBN 4906352103
- 人間開発報告書 1996 経済成長と人間開発　ISBN 978-4906352128
- 人間開発報告書 1997 貧困と人間開発 ISBN 978-4906352142
- 人間開発報告書 1998 消費パターンと人間開発 ISBN 978-4906352203
- 人間開発報告書 1999 グローバリゼーションと人間開発
- 人間開発報告書 2000 人権と人間開発 ISBN 978-4906352272
- 人間開発報告書 2001 新技術と人間開発 ISBN 978-4906352357
- 人間開発報告書 2002 ガバナンスと人間開発 ISBN 978-4906352395
- 人間開発報告書 2003 ミレニアム開発目標(MDGs)達成に向けて ISBN 978-4906352449
- 人間開発報告書 2004 この多様な世界で文化の自由を ISBN 978-4906352517
- 人間開発報告書 2005 岐路に立つ国際協力:不平等な世界での援助、貿易、安全保障 ISBN 978-4906352562
- 人間開発報告書 2006 水危機神話を越えて：水資源をめぐる権力闘争と貧困、グローバルな課題　ISBN 978-4906352623
- 人間開発報告書 2007/2008 気候変動との戦い-分断された世界で試される人類の団結　ISBN 978-4484084015
- 人間開発報告書 2009 障壁を乗り越えて―人の移動と開発 ISBN 978-4484094014
- 人間開発報告書 2010 国家の真の豊かさ—人間開発への道筋　ISBN 978-4484114019
- 人間開発報告書 2011 持続可能性と公平性:より良い未来をすべての人に　ISBN 978-4484121079
- 人間開発報告書 2013 南の台頭——多様な世界における人間開発 ISBN 978-4484131153
- 人間開発報告書 2014 人々が進歩し続けるために：脆弱を脱し強靭な社会をつくる ISBN 978-4484151045
- 人間開発報告書 2015 人間開発のための仕事 ISBN 978-4484161075
- 人間開発報告書 2016 すべての人のための人間開発
- 人間開発報告書 2019 所得を超えて、平均を超えて、今日を超えて:21世紀の人間開発における不平等
- 人間開発報告書 2020 新しいフロンティアへ 人間開発と人新世
- 人間開発報告書 2021-2022 不確実な時代の不安定な暮らし：激動の世界で未来を形づくる